# محمد أمان هوبوم
محمد أمان هوبوم (22 أكتوبر 1926 - 28 أكتوبر 2014) بالألمانية Mohammed Aman Hobohm، دبلوماسي ألماني متقاعد ورئيس سابق لـ مجلس المسلمين في ألمانيا. ولد عام 1926 واعتنق الإسلام
في سن الثالثة عشرة. شارك في الحرب العالمية الثانية في قوات المارينز. اضطر للصلاة واقفا والصيام بالنية فقط أثناء أدائه للخدمة العسكرية في ألمانيا النازية. بعد نهاية الحرب العالمية الثانية وخروجه من الأسر درس الإسلام في لندن ثم عاد إلى ألمانيا ليصبح إمام جامع في برلين من عام 1949 حتى 1954. غادر بعدها إلى باكستان وتعرّف على زوجته. عمل أيضا كناشر لمجلة Orient Post. وهو عضو فخري في مجاميع إسلامية كثيرة وحائز على ميداليات تكريمية من باكستان.

## حياته
عمل ملحقًا ثقافيًا واقتصاديًا مؤقتًا في السفارات الألمانية في كراتشي وإسلام آباد ومقديشو وكولومبو ولندن والرياض، وكذلك رئيس فرع معهد جوته في باندونغ. من 1954 إلى 1965 كان نائب رئيس «الندوة العالمية للشباب الإسلامي» (WAMY) ومستشار ألمانيا لمؤتمر العالم الإسلامي. شارك في العديد من المؤتمرات الإسلامية الدولية في باكستان وإندونيسيا وإنجلترا وسريلانكا وفرنسا واليابان والسويد وسنغافورة والأردن ومصر والمملكة العربية السعودية. نشر العديد من المقالات والمقالات والتقارير ومراجعات الكتب حول الموضوعات الإسلامية في مجلات المؤسسات والجمعيات الإسلامية في الداخل والخارج، وكذلك في الصحف اليومية الأجنبية والمقابلات الإذاعية والتلفزيونية في الداخل والخارج.
كان محمد نائبًا لرئيس المجلس المركزي للمسلمين في ألمانيا (ZMD)، وعضو فخري في الرابطة الإسلامية الألمانية، وعضوًا فخريًا في «القسم الألماني بمؤتمر العالم الإسلامي» برلين. وهو حائز على وسام الاستحقاق الفيدرالي ووسام الاستحقاق الباكستاني. كان المدير الإداري لأكاديمية كونيغ فهد في باد جوديسبيرغ من 1995 إلى 2002.
- سيرة ذاتية مختصرة لمحمد أمان هوبوم
- بيان صحفي لـ ZMD حول وفاة محمد أمان هوبوم